# Ariane Andereggen
Ariane Andereggen (* 1969 in Aigle) ist eine Schweizer Künstlerin, Schauspielerin und Performerin.

## Werdegang
Andereggen studierte von 1991 bis 1995 Schauspiel an der Hochschule der Künste Bern, von 1998 bis 2002 Medienkunst an der Hochschule für Gestaltung Karlsruhe. Sie arbeitete als Schauspielerin und Videokünstlerin an verschiedenen grossen Häusern in Deutschland und in der Schweiz, unter anderem am Schauspiel Hannover, am Theater Freiburg, am Staatsschauspiel Dresden und am Schauspiel Köln. Von 2012 bis 2015 war sie Mitglied im Ensemble Theater Basel. Andereggen wirkte unter anderem in Inszenierungen von Michael Simon, Ruedi Häusermann, Sebastian Nübling und Barbara Weber mit. Sie ist selber auch als Regisseurin tätig und inszeniert sowohl in etablierten Theaterhäusern als auch in der Off-Szene. In ihrer künstlerischen Arbeit spielt sie häufig mit den Grenzen zwischen künstlerischen Genres sowie mit der Grenze zwischen politischer Aktion und Kunst. So untersuchte sie zum Beispiel 2018 gemeinsam mit dem deutschen Musiker und Regisseur Ted Gaier die Lebens- und Arbeitsbedingungen von Kunstschaffenden in Form eines künstlerischen Radiofeatures. 2009 wurde Andereggen mit dem Eidgenössischen Preis für freie Kunst ausgezeichnet, 2010 erhielt sie den Performance Award der Schweiz. Andereggen lebt in Basel und Hamburg.
Für ihre Videocollage Klassenverhältnisse am Bodensee (Schweiz 2022, gemeinsam mit Ted Gaier) kehrte sie in das Dorf ihrer Kindheit (Ermatingen) zurück.

## Theater (Auswahl)
- 2000 Trübe Quellenlage / Opera Conserva. Regie: Ruedi Häusermann. Theater Basel.
- 2000 Gesprungene Glocken. Regie: Michael Simon. Oper Mannheim.
- 2001 Der Alpenkönig und der Menschenfeind. Regie: Michael Simon. Theater Basel.
- 2002 Der Golem. Regie: Michael Simon. Theater Basel.
- 2003 Romeo und Julia. Regie: Sebastian Nübling. Theater Basel.
- 2004 Dreamtime / Macbeth. Regie: Michael Simon. Staatstheater Karlsruhe.
- 2005 Prinzessinnendramen. Regie: Michael Simon. Staatstheater Karlsruhe.
- 2006 V.v.V. Verneigung vor Valentin. Regie: Ruedi Häusermann. Spielort: Theater Basel.
- 2007 Moby Dick. Regie: Michael Simon. Schauspiel Köln.
- 2008 La Première fois. Regie: Denis Maillefer. Kaserne Basel, Theater Marie.
- 2010 Richard III. Regie: Michael Simon. Theater Basel.
- 2011 Let's pretend to be human. Regie: Marcel Schwald. Kaserne Basel.
- 2013 NILE-Water is every body business in dry seasons. Regie: Ariane Andereggen. Theater Basel.
- 2013 Expats. Eidgenossen in Shanghai. Regie: Antje Schupp. Theater Basel.
- 2013 It's The Real Thing / In der Kirche mit Andereggen. Regie: Ariane Andereggen. Kaserne Basel.
- 2014 Die Möwe. Regie: Victor Bodò. Theater Basel.
- 2014 Der Richter und sein Henker. Regie: Barbara Weber. Theater Basel.
- 2015 Rohstoff -Eine Verarbeitung. Regie: Ariane Andereggen/Ted Gaier. Theater Basel.
- 2015 Der Sommernachtstraum. Regie: Markus Heinzelmann. Theater Basel.
- 2016–2017 The Making Of Americans. Regie: Marcel Schwald. Theater an der Winkelwiese
- 2018 kundlich – Eine anachronistische Puppenschlacht. Regie: Michael Simon. Theater Ingolstadt.

## Performances (Auswahl)
- 2014 Myself as Art-Activist. Performance mit 180 Zeichnungen. Theater Basel.
- 2015 Risk Talk. Eine Reflexion. Kunstmuseum Luzern
- 2016 Beyond Welcome Tour. Schwabinggrad-Ballett & Arrivati / Kampnagel / Hamburg
- 2017 Money Piece. Kollaboration Marcel Schwald & cultures scape Greece Athens / Kaserne Basel[5]
- 2018 Ageism – am Rande des Rollfelds. 12 Min. Kurzstück für die Plattform Inkubator / Rote Fabrik Zürich[6]
- 2022 The last european Happening mit Bambazú - Carmenza Rojas Potes, Paula Andrea Orozco / Museum Tinguely, Basel[7]

## Auszeichnungen
- 2001 Artist in Residence Fundaziun Nairs, Scuol
- 2004 Schweizer Wettbewerb Videoex-Festival, Zürich
- 2008 Projektbeitrag für freies Kunstprojekt, Kunstkredit Basel-Stadt
- 2009 Videoex-Festival Zürich, Publikumspreis
- 2009 Eidgenössischer Preis für freie Kunst
- 2010 Werkbeitrag
- 2010 Performance-Award der Schweiz / Publikumspreis[8]
- 2012 Atelier Mondial, Cairo[9]
- 2016: Unterstützungsbeiträge für Tanz- und Theaterprojekte der Region Basel
- 2018: Beitrag Fachausschuss Film und Medienkunst Basel-Stadt und Basel-Landschaft
- 2023 Förderbeitrag für Thurgauer Kulturschaffende